# Boeing Sonic Cruiser
Boeing Sonic Cruiser — трансзвуковой самолёт, разработку которого начала компания Boeing в конце 1990-х годов. Отличительной особенностью его была высокая крейсерская скорость, составляющая около 0,95—0,99 Махов (1100 км/ч). Предполагалось, что новый лайнер сможет перевозить 200—250 пассажиров на расстояние 11—16 тысяч км и сможет летать на 15—20 % быстрее нынешних самолётов. «Боинг» объявил о начале разработки в 2001 году.

## История
Общеэкономический спад в отрасли, вызванный терактами 11 сентября, заставил менеджеров западных авиакомпаний задуматься, насколько увеличение скоростных характеристик лайнера компенсирует возрастание эксплуатационных расходов. Из восемнадцати авиакомпаний, опрошенных маркетологами Boeing, лишь две — Japan Airlines и All Nippon Airways — согласились приобрести Sonic Cruiser. В результате в декабре 2002 года проект создания высокоскоростного самолёта был заморожен.
Затруднения также вызывала и отработка аэродинамики самолёта. Выступая со специальным заявлением по этому поводу, главный исполнительный директор корпорации Алан Малалли заявил, что теперь Boeing сосредоточит все усилия на разработке более эффективного самолёта (получившего впоследствии название Boeing 787), который при скорости 850—900 км/ч будет потреблять на 20 % меньше топлива, чем существующие реактивные лайнеры. Результаты многих исследований и разработок по проекту Sonic Cruiser легли в основу Boeing 787 (например, крылья и фюзеляж из углепластика).